# Port lotniczy Siguanea
Port lotniczy Siguaena – krajowe lotnisko na Kubie, zlokalizowane w mieście Siguanea, na wyspie Isla de la Juventud.